# Џорџ Абела
Џорџ Абела (енгл. George Abela, малтешки: Ġorġ Abela) (рођен 22. априла 1948. у Кормију) је осми по реду председник Малте у периоду од 4. априла 2009. године до 4. априла 2014. године. Наследио је Едварда Фенека Адамија. Абела је члан Лабуристичке партије.
По занимању је адвокат.
Ожењен је Маргаретом Кауки и има двоје деце.